# Leszniów
Leszniów (ukr. Лешнів, Łeszniw) – wieś (dawniej miasteczko) na Ukrainie w rejonie złoczowskim w obwodzie lwowskim. Miejscowość liczy niecałe 1200 mieszkańców.
Mateusz Leśniowski, kasztelan bełski drogą kupna i bogatego ożenku wszedł w posiadanie znacznych dóbr na Wołyniu, m.in. Korsowa (główna rezydencja) i Sestratyna, na ich gruntach założył miasto Leśniów.
W II Rzeczypospolitej miejscowość była siedzibą gminy wiejskiej Leszniów w powiecie brodzkim w województwie tarnopolskim. W 1921 liczył 1472 mieszkańców.

## Historia
Miasteczko Leszniów zostało założone w r. 1627, na planie zbliżonym do pobliskiego Stanisławczyka, lokowanego nieco wcześniej przez Jana Daniłowicza. Założyciel Maciej Leśniowski herbu Grzymała, syn Piotra urodził się około r. 1570. Pochodził z wielkopolskiej rodziny wywodzącej się ze wsi Leśniewo w powiecie gnieźnieńskim. Jego kariera wiązała się ze służbą wojskową u boku kanclerza i hetmana wielkiego koronnego Jana Zamoyskiego, oraz jego syna Tomasza, a obaj ci dygnitarze nazywali go „starym sługą”. Leśniowski odgrywał dużą rolę na sejmikach wykorzystując swoje wpływy na rzecz Jana Zamoyskiego i dzięki jego protekcji został podkomorzym bełskim. Cieszył się też zaufaniem Stanisława Żółkiewskiego, opiekuna Tomasza Zamoyskiego, który w r. 1606 wysłał go z poselstwem do rokoszan Zebrzydowskiego. Na przełomie w. XVI i XVII na krótko został starostą rakiborskim, w r. 1611 biało-kamieńskim, a w r. 1622 kaniowskim i brahiłowskim. W r. 1624 Leśniowski został kasztelanem bełskim. Zdobycie majątku ułatwiło Leśniowskiemu małżeństwo z Marią Łaszczówną, primo voto księżną Andrzejową Boromelską (1553–1612), z którą miał dwóch synów oraz córki. Stał się wtedy posiadaczem rozległych dóbr na południowym Wołyniu, między innymi Siestratynia oraz Korsowa, w którym znajdowała się jego główna rezydencja. Pomysł fundacji miasta nazwanego od własnego nazwiska i mającego zapewne w przyszłości stać się główną siedzibą rodu, Leśniowski zaczerpnął z działalności swoich możnych protektorów – Zamoyskich i Żółkiewskich. W swoim mieście oprócz kościoła, przy którym osiedli bernardyni, Leśniowski fundował również cerkiew greckokatolicką i synagogę. Miasteczko zostało zniszczone podczas Powstania Chmielnickiego. Po 1918 roku ponownie w składzie Polski. W kwietniu 1945 władze sowieckie nakazały ludności polskiej wyjazd na zachód, który nastąpił w następnych miesiącach.
Do 2020 w rejonie brodzkim. 

## Zabytki

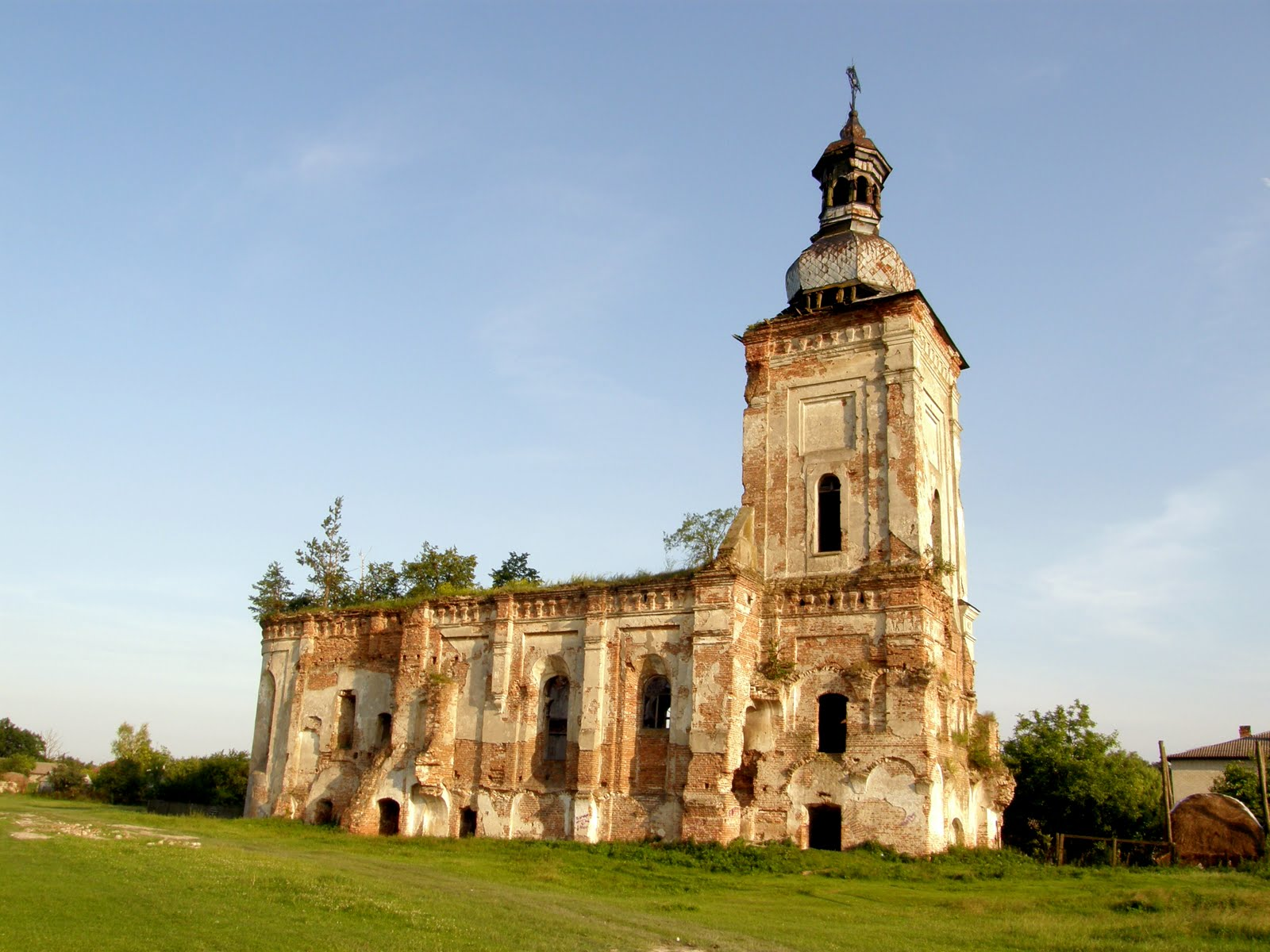
Kościół oo. bernardynów

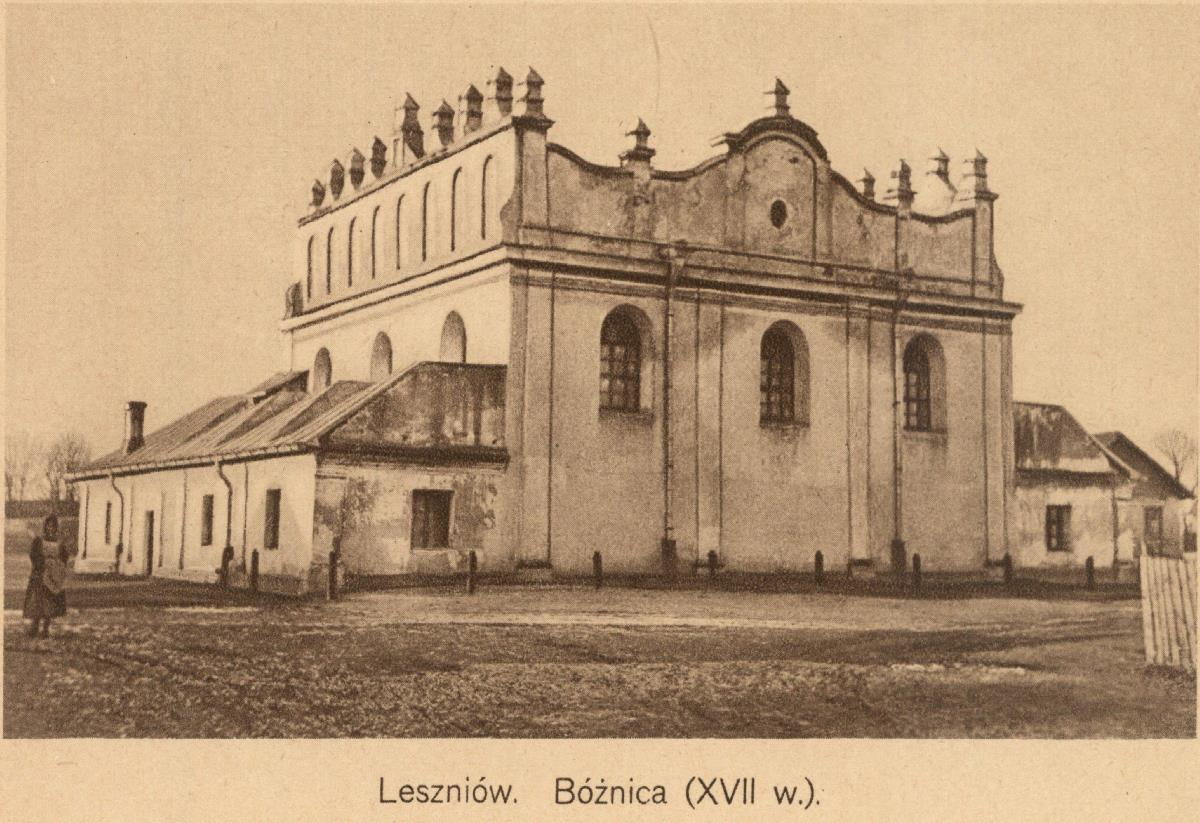
Synagoga w Leszniowie

- Klasztor i kościół oo. bernardynów – w 1629 roku rozpoczęto w północnej części miasteczka budowę murowanego kościoła i drewnianego klasztoru, które w r. 1633 zakon przyjął jako rezydencję. Formalny akt fundacji Leśniowski wystawił 15 lutego 1637 i oblatował w Krzemieńcu 28 lipca. W akcie oﬁarowywał „już zasadzonym zakonnikom [...] już zmurowany” przezeń kościół pw. Św. Macieja, w którym znajdowały się „ołtarze przystojne”, zakrystia wyposażona w „appartamenta, jako to ornaty, kapy, dalmatyki różnych maści” oraz „kielichy srebrne, złociste z patenami złocistymi, krzyż srebrny złocisty i monstrancję”. Przy kościele istniał drewniany klasztor. Ze względu na „częste inkursyje nieprzyjaciół krzyża świętego” Leśniowski zobowiązywał swych spadkobierców do wzniesienia murowanego klasztoru oraz kazał „obmurować kościół by zakonnicy bezpiecznie mieszkać mogli, to jest [otoczyć] murem wokół klasztoru i dać śmigownic ośm”. Fortyﬁkacje miały „łączyć się z basztą murowaną”. Według innych źródeł, w kościele w 1. poł. w. XVII znajdowały się także relikwie św. Marcjana. Kościół wraz z klasztorem został ograbiony i spalony podczas powstania Chmielnickiego w r. 1648. W r. 1650 kapituła generalna zakonu postanowiła jego odbudowę. Restauracja świątyni rozpoczęła się kilkanaście lat później. W r. 1680 kościół był już odbudowany, natomiast klasztor znajdował się dopiero w budowie. W r. 1697 biskup bakowski Armand Wiktoryn Cieszejko konsekrował kościół i klasztor. W r. 1731 prowincjał Jan Kapistran Wdziekoński stwierdził niebezpieczeństwo ruiny klasztoru i zwrócił się do ks. Lubomirskiego o wsparcie dla zrujnowanych budynków. Odbudowę rozpoczęto w r. 1740, a w r. 1744 Józef Wyleżyński, burgrabia łucki, oﬁarował na ten cel 18 000 złotych. W dekrecie reformacyjnym po wizytacji z r. 1855 kościół został opisany jako chylący się ku ruinie. W r. 1876 klasztor i kościół w dalszym ciągu wymagały pilnego remontu. W 1881 i w 1884 roku miały miejsce pożary, podczas których spłonęły dachy na kościele. Podczas I wojny światowej, w l. 1914–1915 zostały uszkodzone dachy, zaś ze sklepień odpadły w niektórych miejscach sztukaterie. Prace restauracyjne przeprowadzono w latach 1921-1926, a kolejne pod koniec lat 30. W dniu 4 maja 1945 roku w kościele odprawiona została ostatnia msza i klasztor został opuszczony. Na początku sierpnia r. 1945 pod klasztor podłożono minę, która uszkodziła budowlę. Od tego momentu następowała dewastacja budynków, rozkradziono wyposażenie, zdjęto blachę z dachów. Wkrótce potem zawaliło się sklepienie nad kościołem. Klasztor został rozebrany i w 1976 r. nie ma po nim śladu[5].
- Synagoga z XVII w. – murowana bożnica, która została zniszczona podczas II wojny światowej.

## Obrona ludności przed UPA
W 1943 roku, kiedy w okolicy rozpoczęły się ze strony UPA napady na ludność polską, klasztor stał się miejscem schronienia dla okolicznych mieszkańców, a zakonnicy utworzyli oddział samoobrony. W jego organizacji pomagał należący do AK Stanisław Włodyka. Dowódcą obrony klasztoru został Jan Urlau, a po jego zaginięciu Wojciech Mierzwiński. Po tym, jak w styczniu r. 1944 w sąsiednich Bołdurach zamordowano 40 Polaków (Zbrodnia w Bołdurach), klasztor i kościół ufortyﬁkowano (zamurowując niektóre okna i drzwi oraz tworząc strzelnice). 5 marca 1944, po utworzeniu przez UPA tzw. Republiki Beresteckiej, ok. 200-osobowy oddział konnicy ukraińskiej zaatakował klasztor w Leszniowie, napastników jednak odparto ogniem z karabinów maszynowych i granatami. Sprowokowało to Niemców do przeprowadzenia trzy dni później skrupulatnej rewizji w poszukiwaniu broni, której jednak nie znaleziono. Po przejściu frontu, walki z oddziałami UPA trwały nadal, a 19 sierpniaI władze sowieckie przydzieliły mieszkańcom klasztoru broń. Kolejne ukraińskie ataki odparto 5 listopada 1944 i 26 lutego 1945 roku.